# Forêts tempérées de la Chine du Sud-Ouest
 (février 2013).
Si vous disposez d'ouvrages ou d'articles de référence ou si vous connaissez des sites web de qualité traitant du thème abordé ici, merci de compléter l'article en donnant les références utiles à sa vérifiabilité et en les liant à la section « Notes et références ».

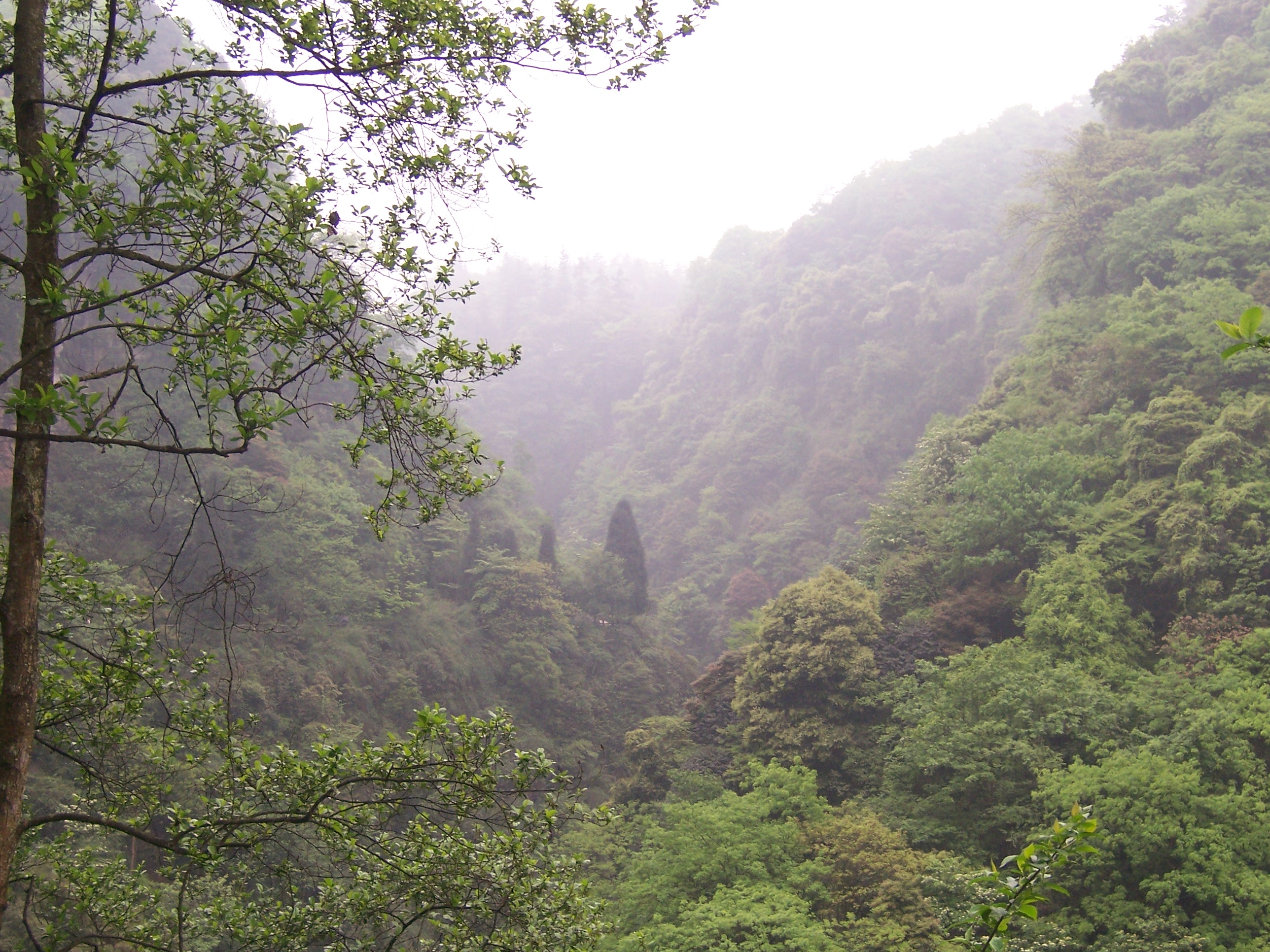
Exemple de forêt tempérée de la Chine du Sud-Ouest.

Les forêts tempérées de la Chine du Sud-Ouest (également appelées forêts du Yangtze supérieur) forment une région écologique identifiée par le Fonds mondial pour la nature (WWF) comme faisant partie de la liste « Global 200 », c'est-à-dire considérée comme exceptionnelle au niveau biologique et prioritaire en matière de conservation. Elle regroupe trois écorégions terrestres de forêts de feuillus et forêts mixtes tempérées du Sud-Ouest de la République populaire de Chine :
- les forêts décidues de monts Qinling
- les forêts sempervirentes des monts Daba
- les forêts de feuillus sempervirentes du bassin du Sichuan